# Jean Laurent
Jean Laurent (Maisons-Alfort, 1906. december 30. – 1995. május 14.) francia labdarúgóhátvéd.
Öccse Lucien Laurent a labdarúgó-világbajnokságok történetének legelső gólszerzője volt.
A francia válogatott tagjaként részt vett az 1930-as világbajnokságon.

## Külső hivatkozások
- Jean Laurent a francia labdarúgó-szövetség (FFF) honlapján.